# Provincia de Beni Melal
Beni Melal es una provincia de Marruecos, perteneciente a la región de Beni Melal-Jenifra con capital en Beni Melal.

## División administrativa
La provincia de Beni Melal consta de siete municipios y 31 comunas:

### Municipios
- Beni Melal
- El Ksiba
- Fquih Ben Salah
- Kasba Tadla
- Oulad Ayad
- Souk Sebt Oulad Nemma
- Zaouiat Cheikh

### Comunas
| 1 Aghbala 2 Ait Oum el Bekht 3 Al Khalfia 4 Bni Chegdale 5 Bni Oukil 6 Boutferda 7 Bradia 8 Dar Ould Zidouh 9 Dir el Ksiba 10 Foum El Anceur 11 Foum Oudi | 12 Guettaya 13 Had Boumoussa 14 Hel Merbaa 15 Krifate 16 Naour 17 Oulad Bourahmoune 18 Oulad Gnaou 19 Oulad M'barek 20 Oulad Nacer 21 Oulad Said l'Oued | 22 Oulad Yaïch 23 Oulad Youssef 24 Oulad Zmam 25 Semguet 26 Sidi Aïassa Ben Ali 27 Sidi Hammadi 28 Sidi Jaber 29 Taghzirt 30 Tanougha 31 Tizi N'isly |

## Principales ciudades
- Aghbala: 6300 habitantes
- Beni Melal: 163 200 habitantes en 2006
- Kasba Tadla: 41 700 habitantes en 2007
- Fkih Ben Salah: 87 400 habitantes en 2007